# بالدوين دي لوكسمبورغ
بالدوين دي لوكسمبورغ (بالألمانية: Balduin von Luxemburg)‏ (و. 1285 – 1354 م) هو كاهن كاثوليكي ألماني، ولد في لوكسمبورغ، توفي في ترير، عن عمر يناهز 69 عاماً.

## مناصب
تولى منصب Roman Catholic Archbishop of Mainz ‏ (1328–1337)
- أمير ناخب
- أسقف كاثوليكي

.